# Aliscella napaea
Aliscella napaea är en insektsart som beskrevs av Ronald Gordon Fennah 1969. Aliscella napaea ingår i släktet Aliscella och familjen Ricaniidae. Inga underarter finns listade i Catalogue of Life.